# Rachel Somerville
Rachel Somerville (* um 1967) ist eine US-amerikanische Astrophysikerin.
Somerville erhielt 1989 ihren Bachelor-Abschluss in Physik am Reed College in Portland (Oregon) und wurde 1997 an der University of California, Santa Cruz promoviert. Sie war Arbeitsgruppenleiterin am Max-Planck-Institut für Astronomie und ist seit 2011 Downsbrough-Professorin für Astrophysik an der Rutgers University.
Sie befasst sich mit der Theorie der Entstehung und Evolution und der Beobachtung früher Galaxien (wobei sie am Hubble Ultra Deep Field und am Great Observatories Origins Deep Survey (GOODS) beteiligt war). Somerville ist Expertin für semianalytische Modellierung von Galaxienbildung in kosmologischem Kontext. Sie leitet die Theoriegruppe für CANDELS am Hubble Space Telescope.
2013 erhielt sie den Dannie-Heineman-Preis für Astrophysik.